# Provinz Hessen-Nassau
Die preußische Provinz Hessen-Nassau entstand im Jahr 1868 aus den 1866 von Preußen annektierten Ländern Kurhessen und Nassau, dem ehemaligen Hessen-Homburg sowie den Kreisen Biedenkopf (Hessisches Hinterland) und Vöhl des Großherzogtums Hessen, der Freien Stadt Frankfurt und den bayerischen Bezirken Gersfeld und Orb. Sie umfasste den nördlichen und mittleren Teil des heutigen Landes Hessen, in dem mit Oberhessen auch als Enklave eine Provinz des Großherzogtums Hessen (Hessen-Darmstadt) lag. Ferner gehörten zu Hessen-Nassau Teile der heutigen Länder Rheinland-Pfalz, Niedersachsen und Thüringen. Die Provinz bestand bis Ende Juni 1944. Die größten Städte waren Frankfurt am Main, die Provinzhauptstadt Kassel und Wiesbaden.

## Gründung der Provinz
Nach dem Deutschen Krieg im Jahr 1866 gelangten das Kurfürstentum Hessen (Residenzstadt Cassel), das Herzogtum Nassau (Residenzstadt Wiesbaden), die Freie Stadt Frankfurt und die bayerischen Ämter Gersfeld und Orb unter preußische Herrschaft. Ferner musste das Großherzogtum Hessen durch den Friedensvertrag vom 3. September 1866 mit Preußen den Kreis Biedenkopf, das sogenannte Hessische Hinterland, den Kreis Vöhl sowie die kurz zuvor erworbene Landgrafschaft Hessen-Homburg an Preußen abtreten; es erhielt allerdings das zuvor kurhessische Bad Nauheim.
Da die mitten in Hessen gelegene, ehemals Freie Reichsstadt Wetzlar schon im Jahr 1815 preußisch und 1822 Kreisstadt des neu geschaffenen preußischen Kreises Wetzlar geworden war, blieb sie weiter im Regierungsbezirk Koblenz der Rheinprovinz. Erst am 1. Oktober 1932 wurden Stadt und Kreis Wetzlar in den Regierungsbezirk Wiesbaden der Provinz Hessen-Nassau eingegliedert.
Die neuen preußischen Gebiete wurden zunächst in den Regierungsbezirken Kassel und Wiesbaden unter einem vorläufigen preußischen Oberpräsidium in Kassel vereinigt. Am 7. Dezember 1868 entstand hieraus die neue preußische Provinz Hessen-Nassau. Sie gliederte sich – wie in Preußen üblich – in Kreise; nur wo eine Stadt wegen ihrer Größe (mindestens 25.000 Seelen/Einwohner) aus dem Kreis ausschied, gab es einen Stadtkreis und einen Landkreis.
Nach dem Ende des Ersten Weltkriegs gehörten große Teile der Provinz im Rahmen der Alliierten Rheinlandbesetzung zum rechtsrheinischen Besatzungsgebiet. Der Nordwesten der Provinz lag im Brückenkopf Koblenz, der Südwesten im Brückenkopf Mainz. Die Besatzungszeit endete offiziell am 30. Juni 1930.

## Insignien
Die Farben der Flagge der Provinz waren, von oben nach unten, Rot-Weiß-Blau, identisch mit der Flagge der Niederlande. Das Herzogtum Nassau ist das Stammland des Königshauses der Niederlande.
Das Wappen ist dreigeteilt und zeigt die Wappen der drei annektierten Staaten: rechts (vom Träger aus gesehen) der gekrönte, silber-rot quergestreifte Löwe des Kurfürstentums Hessen, links ein gekrönter goldener Löwe, wie der erste im blauen Feld, für Nassau, in der roten Spitze der goldbewehrte silberne Adler der Freien Stadt Frankfurt.

## Einwohnerentwicklung
| Jahr | Einwohner |
| ---- | --------- |
| 1871 | 1.400.370 |
| 1880 | 1.554.376 |
| 1890 | 1.664.426 |
| 1900 | 1.897.981 |
| 1910 | 2.221.021 |
| 1925 | 2.396.871 |
| 1933 | 2.584.828 |
| 1939 | 2.675.111 |

## Politik

### Oberpräsidenten
Der Oberpräsident war der Verwaltungschef einer preußischen Provinz. Wie auch die Spitzenbeamten der Regierungsbezirke, die Regierungspräsidenten, wurden sie von der preußischen Landesregierung bzw. vom König ernannt. Die Bevölkerung der Provinz hatte keinen Einfluss auf die Wahl des Oberpräsidenten.
- 1867–1871: Eduard von Moeller
- 1872–1875: Ludwig von Bodelschwingh
- 1876–1881: August von Ende
- 1881–1892: Botho zu Eulenburg, 1892–1894 preußischer Ministerpräsident
- 1892–1898: Eduard von Magdeburg
- 1898–1903: Robert von Zedlitz-Trützschler
- 1903–1907: Ludwig von Windheim
- 1907–1917: Wilhelm Hengstenberg
- 1917–1919: August von Trott zu Solz
- 1919–1930: Rudolf Schwander
- 1930–1932: August Haas
- 1932–1933: Ernst von Hülsen
- 1933–1943: Philipp von Hessen
- 1943–1944: Ernst Beckmann

### Volksvertretungen
Die Volksvertretung der Provinz war von 1886 bis 1933 der Provinziallandtag der Provinz Hessen-Nassau. Daneben bestanden auf der Ebene der beiden Regierungsbezirke von 1866 bis 1933 der Nassauische Kommunallandtag (Kommunallandtag Wiesbaden) und von 1868 bis 1933 der Kurhessische Kommunallandtag (Kommunallandtag Kassel).

## Städte
Die mit Abstand größte Stadt der Provinz war die ehemalige Bundesstadt Frankfurt am Main. Obwohl die meisten anderen größeren Städte ebenfalls im dicht besiedelten, von Handel und Industrie geprägten Rhein-Main-Gebiet im Süden der Provinz lagen, wurde Hessen-Nassau von Kassel im Norden der Provinz aus regiert. Die folgende Tabelle enthält alle Städte der Provinz, die mehr als 10.000 Einwohner hatten, mit ihren Einwohnerzahlen von 1871, 1910 und 1939:
| Stadt                    | 1871   | 1910    | 1939    |
| ------------------------ | ------ | ------- | ------- |
| Frankfurt                | 91.040 | 414.576 | 548.220 |
| Kassel                   | 46.378 | 153.196 | 211.624 |
| Wiesbaden                | 35.450 | 109.002 | 165.646 |
| Hanau                    | 20.294 | 037.472 | 040.260 |
| Fulda                    | 09.470 | 022.487 | 031.645 |
| Marburg                  | 08.950 | 021.860 | 028.439 |
| Wetzlar                  | 0–     | 0–      | 019.327 |
| Bad Homburg vor der Höhe | 08.626 | 014.334 | 018.541 |
| Eschwege                 | 07.371 | 012.542 | 015.462 |
| Hersfeld                 | 06.438 | 009.612 | 014.095 |
| Limburg an der Lahn      | 04.794 | 010.965 | 011.772 |
| Oberursel                | 03.484 | 007.083 | 011.481 |
| Schmalkalden             | 05.790 | 010.018 | 010.661 |
| Biebrich                 | 06.644 | 021.199 | 0–      |
| Höchst am Main           | 03.133 | 017.240 | 0–      |
| Griesheim am Main 1      | 01.605 | 011.514 | 0–      |

## Verwaltungsgliederung der Provinz Hessen-Nassau
Die Provinz war in Anlehnung an die Grenzen der 1866 annektierten Staaten in zwei Regierungsbezirke gegliedert. Der Regierungsbezirk Wiesbaden umfasste das Gebiet des früheren Herzogtums Nassau, die Stadt Frankfurt und das zuvor zum Großherzogtum Hessen gehörende Hessische Hinterland (Kreis Biedenkopf). Der Regierungsbezirk Kassel führte das Gebiet des Kurfürstentums Hessen sowie der Kreise Gersfeld und Vöhl weiter; 1929 kam der Freistaat Waldeck hinzu.

Hessen, 1900. In Blau und Grün die Hessen-Nassauer Regierungsbezirke Kassel und Wiesbaden

### Regierungsbezirk Kassel
| Bezirk Kassel | Bezirk Kassel |
| --- | --- |
| Stadtkreise 1867–1927 1. Hanau (ab 1886) 2. Kassel | Stadtkreise 1927–1944 1. Fulda 2. Hanau 3. Kassel 4. Marburg (ab 1929) |
| Kreise 1867–1932 1. Eschwege 2. Frankenberg 3. Fritzlar 4. Fulda 5. Gelnhausen 6. Gersfeld 7. Hanau 8. Hersfeld 9. Hofgeismar 10. Homberg 11. Hünfeld 12. Kassel 13. Kirchhain 14. Marburg 15. Melsungen 16. Rinteln (ab 1905 Grafschaft Schaumburg) 17. Rotenburg 18. Schlüchtern 19. Schmalkalden 20. Witzenhausen 21. Wolfhagen 22. Ziegenhain | Kreise/Landkreise 1932/1939–1944 1. Kreis der Eder (1929–1942, Sitz Bad Wildungen) 2. Kreis des Eisenbergs (1929–1942, Sitz Korbach) 3. Eschwege 4. Frankenberg 5. Fritzlar-Homberg (Sitz Fritzlar) 6. Fulda 7. Gelnhausen 8. Hanau 9. Herrschaft Schmalkalden (Sitz Schmalkalden) 10. Hersfeld 11. Hofgeismar 12. Hünfeld 13. Kassel 14. Marburg 15. Melsungen 16. Rotenburg 17. Schlüchtern 18. Waldeck (ab 1942, Sitz Korbach) 19. Witzenhausen 20. Wolfhagen 21. Kreis der Twiste (1929–1942, Sitz Arolsen) 22. Ziegenhain |

### Regierungsbezirk Wiesbaden
| Bezirk Wiesbaden | Bezirk Wiesbaden | Bezirk Wiesbaden |
| --- | --- | --- |
| Stadtkreise 1867–1886 1. Frankfurt am Main 2. Wiesbaden | Stadtkreise 1886–1928 1. Frankfurt am Main 2. Wiesbaden | Stadtkreise 1928–1944 1. Frankfurt am Main 2. Wiesbaden |
| Kreise 1867–1886 1. Biedenkopf 2. Dillkreis (Sitz Dillenburg) 3. Mainkreis (Sitz Wiesbaden) 4. Oberlahnkreis (Sitz Weilburg) 5. Obertaunuskreis (Sitz Bad Homburg) 6. Oberwesterwaldkreis (Sitz Marienberg) 7. Rheingaukreis (Sitz Rüdesheim) 8. Unterlahnkreis (Sitz Diez) 9. Untertaunuskreis (Sitz Langenschwalbach) 10. Unterwesterwaldkreis (Sitz Montabaur) | Kreise 1886–1928 1. Biedenkopf 2. Dillkreis (Sitz Dillenburg) 3. Frankfurt (bis 1910) 4. Höchst 5. Limburg 6. Oberlahnkreis (Sitz Weilburg) 7. Obertaunuskreis (Sitz Bad Homburg) 8. Oberwesterwaldkreis (Sitz Marienberg) 9. Rheingaukreis (Sitz Rüdesheim) 10. Sankt Goarshausen 11. Unterlahnkreis (Sitz Diez) 12. Untertaunuskreis (Sitz Langenschwalbach) 13. Unterwesterwaldkreis (Sitz Montabaur) 14. Usingen 15. Westerburg 16. Wiesbaden | Landkreise 1928–1944 1. Biedenkopf 2. Dillkreis (Sitz Dillenburg) 3. Limburg 4. Main-Taunus-Kreis (Sitz Frankfurt-Höchst) 5. Oberlahnkreis (Sitz Weilburg) 6. Obertaunuskreis (Sitz Bad Homburg) 7. Oberwesterwaldkreis (Sitz Westerburg) 8. Rheingaukreis (Sitz Rüdesheim) 9. Sankt Goarshausen 10. Unterlahnkreis (Sitz Diez) 11. Untertaunuskreis (Sitz Bad Schwalbach) 12. Unterwesterwaldkreis (Sitz Montabaur) 13. Usingen 14. Wetzlar (ab 1932) |

## Verwaltungsreformen
Am 31. März 1886 wurden die Kreise im Regierungsbezirk Wiesbaden grundlegend neu geordnet. Der Mainkreis wurde in die neuen Landkreise Wiesbaden und Höchst geteilt. Daneben wurden die neuen Kreise Limburg, Sankt Goarshausen, Usingen und Westerburg sowie ein neuer Landkreis Frankfurt gebildet. Am selben Tag wurde im Regierungsbezirk Cassel die Stadt Hanau kreisfrei.
Der Landkreis Frankfurt wurde am 1. April 1910 aufgelöst, als alle Gemeinden des Kreises nach Frankfurt am Main eingemeindet wurden. Stadt-, Landkreis und Regierungsbezirk Cassel führten seit dem 4. Dezember 1926 ihren Namen mit „K“ am Anfang.
Während der französischen Besatzung im Brückenkopf Mainz war der Obertaunuskreis zweigeteilt, da ein Teil des Kreises mit der Kreisverwaltung in Bad Homburg unbesetzt war, andere Gemeinden aber innerhalb der Besatzungszone lagen. Deshalb wurde am 30. Dezember 1918 der Hilfskreis Königstein mit dem zum Landrat ernannten Königsteiner Bürgermeister gebildet, der erst 1928 wieder aufgelöst wurde. Ihm gehörten 22 Gemeinden des Obertaunuskreises und 6 Gemeinden des Kreises Usingen an. Ein ähnliches Konstrukt wurde für den „Freistaat Flaschenhals“ gewählt, dessen Gemeinden zwar alle im Regierungsbezirk Wiesbaden lagen, bis Dezember 1918 aber zu unterschiedlichen Landkreisen gehörten.
Am 1. April 1927 wurde die Stadt Fulda kreisfrei. Zum 1. April 1928 vergrößerten sich die Stadtkreise Wiesbaden und Frankfurt am Main durch Eingemeindungen, darunter die großen Städte Höchst am Main und Biebrich. Aus den Resten der Landkreise Höchst am Main und Wiesbaden entstand der neue Main-Taunus-Kreis. Höchst, nunmehr ein Stadtteil von Frankfurt, blieb jedoch bis 1987 Verwaltungssitz des neuen Landkreises.
Der Freistaat Waldeck wurde nach einem Volksentscheid am 1. April 1929 in den Freistaat Preußen eingegliedert und dem Regierungsbezirk Kassel zugeordnet. Gleichzeitig wurde die Stadt Marburg kreisfrei.
Zum 1. Oktober 1932 trat der Kreis Wetzlar von der Rheinprovinz, Regierungsbezirk Koblenz, zur Provinz Hessen-Nassau und zum Regierungsbezirk Wiesbaden, während der Kreis Grafschaft Schaumburg, der frühere Kreis Rinteln, aus der Provinz Hessen-Nassau, Regierungsbezirk Kassel, in die Provinz Hannover und den Regierungsbezirk Hannover eingegliedert wurde. Damit wurden zwei isoliert gelegene Kreise (Exklaven) in die sie umgebenden Provinzen eingegliedert. Aufgrund der Vorgaben in den Sparverordnungen des Reichspräsidenten wurden die Kreise Biedenkopf, Gersfeld, Homberg, Kirchhain, Westerburg und Usingen aufgelöst und mit benachbarten Kreisen vereinigt. Die Landkreise Biedenkopf und Usingen wurden im Jahr 1933 in verkleinertem Umfang wiederhergestellt.
Zum 1. Februar 1942 bildeten die ehemaligen waldeckischen Landkreise der Eder, des Eisenbergs und der Twiste den neuen Landkreis Waldeck mit Sitz in Korbach.
Zum 1. Juli 1944 wurde die Provinz Hessen-Nassau in Anlehnung an die Reichsverteidigungsbezirke und die Gaue der NSDAP in die neuen Provinzen Kurhessen und Nassau geteilt. Dabei wechselten von der Provinz Kurhessen der Kreis Herrschaft Schmalkalden zum Regierungsbezirk Erfurt und der Stadtkreis Hanau sowie die Landkreise Hanau, Gelnhausen und Schlüchtern in die neue Provinz Nassau.
Zum Oberpräsidenten in Wiesbaden wurde für die Provinz Nassau der Reichsstatthalter und Gauleiter der NSDAP Jakob Sprenger in Darmstadt bestellt. Der Gau Hessen-Nassau umfasste jedoch nach wie vor Frankfurt, Nassau und Hessen-Darmstadt. Der Bezirk Kassel bildete den Gau Kurhessen.
Mit der stellvertretenden Wahrnehmung der Geschäfte des Oberpräsidenten in Kassel für die Provinz Kurhessen wurde der Gauleiter Karl Gerland in Kassel beauftragt.
Der größte Teil der Provinz Hessen-Nassau wurde 1945 Teil der Amerikanischen Besatzungszone. Der westliche Teil des Regierungsbezirks Wiesbaden fiel jedoch an die Französische Besatzungszone, nämlich der Oberwesterwaldkreis, der Unterwesterwaldkreis, der Unterlahnkreis und der Landkreis Sankt Goarshausen.
Die amerikanisch besetzten Landesteile wurden am 19. September 1945 mit dem rechtsrheinischen Hauptteil des Volksstaats Hessen zum Land „Groß-Hessen“ vereinigt, das nach der Annahme der neuen Verfassung am 1. Dezember 1946 in Hessen umbenannt wurde. Innerhalb des neuen Landes Hessen bestanden zunächst die beiden Regierungsbezirke Kassel und Wiesbaden weiter, ferner der Regierungsbezirk Darmstadt, der den rechtsrheinischen Teil des „Volksstaates Hessen“ umfasste.
Die französische Besatzungsmacht vereinigte den nördlichen Teil ihres Gebiets, darunter die genannten nassauischen Landkreise, zum Land Rheinland-Pfalz. Dort bildete dieses Gebiet den Regierungsbezirk Montabaur, der 1968 Teil des Regierungsbezirks Koblenz wurde.
Die Exklave Schmalkalden war schon seit dem 1. Juli 1944 durch die Angliederung an den Regierungsbezirk Erfurt dem thüringischen Reichsstatthalter Fritz Sauckel unterstellt und wurde 1945 endgültig Teil des Landes Thüringen.

## Sonstiges
Nach der Provinz sind die katholische Studentenverbindung KDStV Hasso-Nassovia Frankfurt am Main und das Corps Hasso-Nassovia Marburg benannt. Ihre Studentenwappen enthalten die Löwen Hessen-Nassaus und Kurhessens. Im Jahr 1913 entlehnte die vorgenannte Verbindung ihre Couleur den kurhessischen Farben.

KDStV Hasso-Nassovia
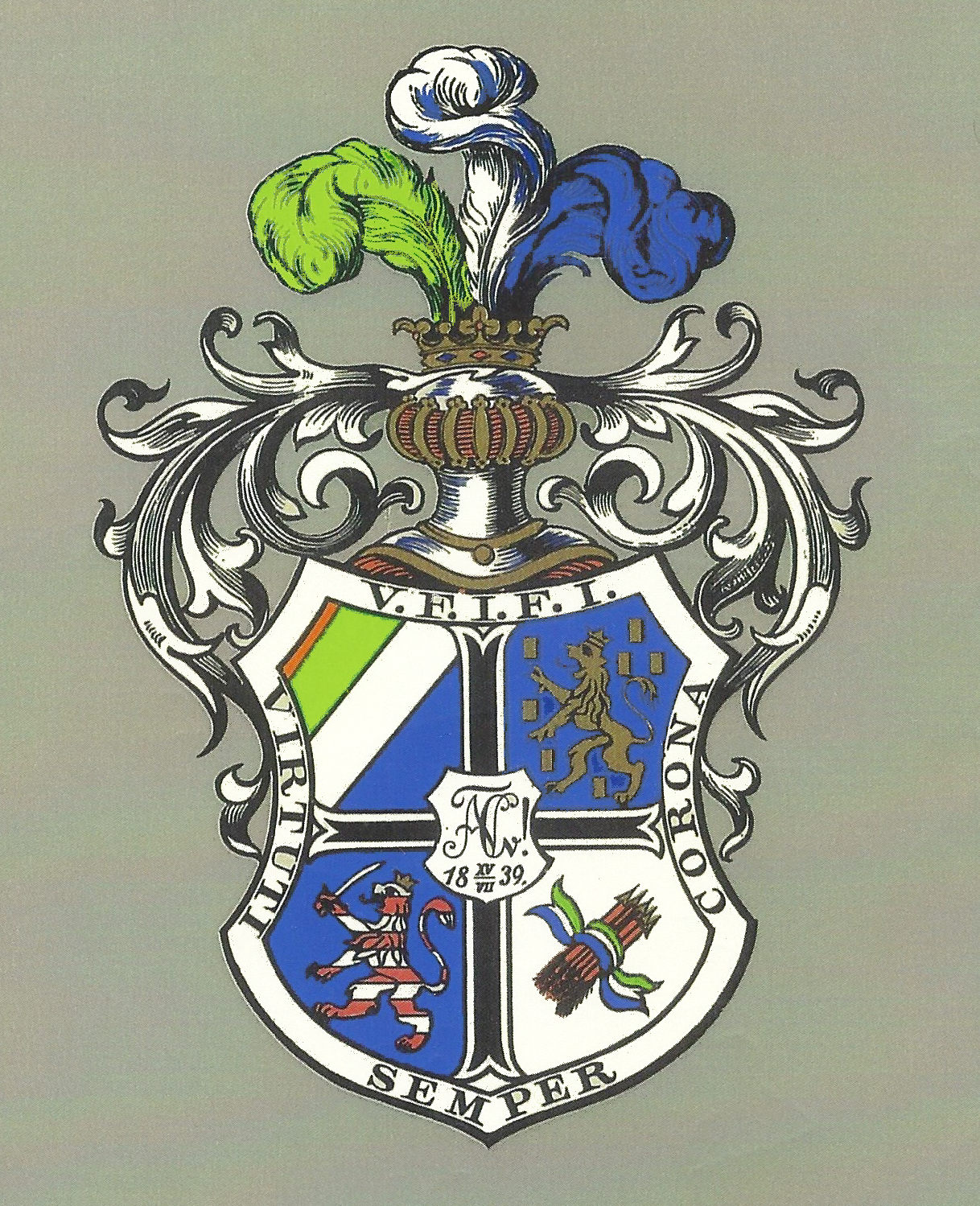
Corps Hasso-Nassovia

Die Feuerwehren auf dem nassauischen Gebiet haben sich am 27. Juli 1872 in Wiesbaden zum Feuerwehrverband für den Regierungsbezirk Wiesbaden zusammengeschlossen, der als hessischer Bezirksfeuerwehrverband unter dem Namen Nassauischer Feuerwehrverband weiterhin tätig ist.
Die Stadt Hessisch Oldendorf befindet sich im Landkreis Hameln-Pyrmont in Niedersachsen. Der heute anachronistisch erscheinende Namenszusatz erklärt sich durch die Zugehörigkeit zum früheren Landkreis Grafschaft Schaumburg, der einst eine Exklave des Kurfürstentums Hessen und danach bis zum Jahr 1932 der Provinz Hessen-Nassau war.

## Weiterführende Artikel
- Vorgängerstaaten: Kurfürstentum Hessen, Herzogtum Nassau, Freie Stadt Frankfurt, Waldeck
- Nachfolgeländer: Groß-Hessen, Hessen, Rheinland-Pfalz
- Der nichtpreußische Teil Hessens: Großherzogtum Hessen, Volksstaat Hessen
- Geschichte Hessens